# Conall Gulban
Conall Gulban (m. c. 464) fue un rey irlandés y antepasado epónimo de los Cenél Conaill, que fundaron el reino de Tír Chonaill en el siglo V, comprendiendo gran parte del actual Condado de Donegal en Úlster. Era hijo de Niall Noígiallach.
Su sobrenombre Gulban deriva de Benn Ghulbain en el Condado de Sligo, de donde partieron los hijos de Niall para conquistar el norte. Conall Gulban fue asesinado por los Masraige en Magh Slécht (Condado de Cavan) en 464, un viernes. Fue enterrado por Saint Caillin en Fenagh, Condado de Leitrim.  Es importante en la historia de cristianismo irlandés ya que fue el primer noble bautizado por San Patricio, abriendo el camino para la conversión de las clases gobernantes de Irlanda.
Mantenía aparentemente una relación muy cercana con su hermano Eógan mac Néill que murió de dolor por la muerte de su hermano al año siguiente.
Sus hijos incluyen a Fergus Cendfota, Dauí (fundador de Cenél nDuach) y Énna Bogaine (fundador de Cenél mBogaine).

## Descendientes
Sus descendientes fueron conocidos como Cenél Conaill.
La península de Inishowen en el del norte de Donegal fue peleada por el clan Ó Dochartaigh (conocidos modernamente como Doherty, Daugherty, Docherty, Dougherty, etc.) que recibieron el título de Príncipes de Donegal. Esta familia también desciende de Conall (ver Clann Ua Dochartaig). 
Los Cenél nEógain, descendientes de su hermano Eoghan, se convirtieron en la otra dinastía principal de los Uí Néill del norte. Su reino fue conocido como Tír Eógain. El actual Condado de Tyrone comparte su nombre y mucho de su territorio. Sus últimos gobernantes nativos de jure huyeron en el extranjero en el episodio conocido como la Fuga de los Condes tras la guerra de los Nueve Años pero, como con todas las importantes dinastías irlandesas, su linaje sigue existiendo a día de hoy.

## Cenél Conaill
```
   
Niall Noígiallach
, muerto c. Un.D.455.
   |
   |______________________________________________________________________________
   |               |              |          |               |                   |
   |               |              |          |               |                   |
   
Conall Gulban
 Eoghan        Coirpre    Fiacha    
Conall Cremthainne
        Lóegaire
   |               |              |          |               |                   |
   |               |              |          |               |                   |
   |        
Cenél nEógain
         |    Cenél Fiachach        |            Cenél Lóegaire
   |                              |                          | 
   |                         Cenél Cairpre                  / \
   |                                                       /   \
   |                                                      /     \
   |                                          
Clann Cholmáin
     
Síl nÁedo Sláine
 
   |
  
Cenél Conaill
 De En Fochla
   |
   |_______________________________________________
   |                  |                           |
   |                  |                           |
   Fergus Cennfota    Doi                         Enna Bogaine 
   |                 (Cenél nDuach)              (Cenél mBogaine)
   |                  |                           |
   |                  |                           |
   |                  Ninnid, fl. 561           Melge 
   |                  |                           |
   |                  |                           |
   |                  Baetan, d. 586            Brandub
   |                                              |
   |_________                                     ?
   |        |                                     |
   |        |                                   Garban 
   Setna    Feidlimid                             | 
   |        |                                     |
   |        |                                   Sechnasach, Rí Cenél mBogaine, d. 609
   |        
Columb Cille
, 521-597                 |
   |_______________________________               |______________
   |                     |        |               |             |
   |                     |        |               |             |
   Ainmire, d. 569   Colum    Lugaid          Mael Tuile    Bresal, d. 644
   |                              |               |
   |                              |               |
   |                        Cenél Lugdach Dungal, Rí Cenél mBogaine, d. 672
   |                              |               |
   |                              |               |_____________
   |                            Ronan             |            |
   |                              |               |            |
   |                              |           Sechnasach      Bautiza Diberg, d. 703
   |                            Garb              |            |
   |                              |               ?            |
   |                              |               |           Flaithgus, d. 732
   |                              |           Forbasach        |
   |                              |       Rí Cenél mBogaine    ?
   |                          Cen Faelad     d. 722            |
   |                              |                           Rogaillnech, d. 815
   |       _______________________|
   |       |                      |
   |       |                      |
   |       Mael Duin          Fiaman
   |       |                       |
   |       ?                       ?
   |       |                       |
   |       Airnelach       Maenguile
   |       |                       |
   |       |                       | 
   |       |                       |
   |       |                       |
   |       Cen Faelad     Dochartach
   |       |           (Clann Ua Dochartaig)
   |       |
   |       |____________________________________________
   |       |                                           |
   |       |                                           |
   |       Dalach, 'Dux' Cenél Conaill,  d. 870.   Bradagain
   |       |                                           |
   |       |                                           |
   |       Eicnecan, Rí Cenél Conaill, d. 906      Baigill
   |       |                                     (Clann Ua Baighill)
   |       |
   |       |______________________________________________________________
   |       |   |         |           |                  |                |
   |       |   |         |           |                  |                |
   |       dos hijos    Flann      Adlann            Domnall Mor      Conchobar
   |    d. 956 & 962.          Abad de Derry    (Clann Ua Domnaill)
   |                           d. 950.
   |
   |___________________
   |                  |
   |                  | 
   Aed, d. 598    Ciaran
   |                  |
   |                  |
   |                  Fiachra, fundador de 
Derry
, murió 620.
   |
   |__________________________________________________________
   |                      |           |                      |
   |                      |           |                      |
   Domnall, d. 642    Conall Cu   Mael Cobo, d. 615  Cumuscach, d. 597
   Rey Alto de Irlanda   d. 604  |
   |                                  |_____________
   |                                  |            |
   |                                  |            |
   |                                  Cellach      Conall Cael 
   |                                  |  tanto murió  658/664
   |                                  |
   |                               (Clann Ua Gallchobair)
   |
   |
   |________________________________________________________________
   |                      |           |           |                |
   |                      |           |           |                |
   Oengus, d. 650      Conall      Colgu   Ailill Flannesda  Fergus Fanat
   |                   d.663       d.663        d.666           d.654
   |                                                               |
   |                                                               |
   |                                                       Congal Cenn Magair 
   |                                                           d. 710
   |                                                               |
   |                                                     __________|__________ 
   |                                                     |         |          |
   |                                                     |         |          |
   |                                                   Donngal  Flann Gohan  Conaig
   |                                                d. 731  d.732 d.733
   |
   Loingsech, d. 703
   |
   |____________________________________________________________________
   |                                |                    |      |      |
   |                                |                    |      |      |
   Flaithbertach, depuso 734.  Fergus, d. 707   tres otros hijos, todo asesinado 703
   |
   |_____________________________________________________________________
   |                                                 |                  |
   |                                                 |                  |
   Aed Muinderg, Ri En Tuisceart, d. 747.     Loingsech          Murchad
   |                                           Rí Cenél Conaill   Rí Cenél Conaill 
   |_______________                                d. 754         d. 767
   |              |                                                     |
   |              |                                                     |
   Domnall      Donnchad                                            Mael Bresail
  d. 804   fl. 784                                        Rí Cenél Conaill 
   |                                                                d. 767
   |                                                                    |
   Flaithbertach                                                        |
   |                                                                  Oengus
   |                                                                    |
   Canannan                                                             |
  (Ua Canannain)                                                     Mael Doraid
                                                                   (Ua Maildoraid)
                                                                        |
                                                                 _______|_______
                                                                |               |
                                                                |               |
                                                            Fogartach      Mael Bresail
                                                        Rí Cenél Conaill Rí Cenél Conaill
                                                              d. 904         d. 901
```